# Sunipia rimannii
Sunipia rimannii là một loài thực vật có hoa trong họ Lan. Loài này được (Rchb.f.) Seidenf. miêu tả khoa học đầu tiên năm 1980.